# Distretto di Chamoli
Il distretto di Chamoli è un distretto dell'Uttarakhand, in India, di 369 198 abitanti. È situato nella divisione di Garhwal e il suo capoluogo è Gopeshwar.